# Psotova vila
Psotova vila v Brně byla postavena ve funkcionalistickém stylu podle projektu architekta Františka Kalivody v letech 1935–1936 jako součást kolonie Pod vodojemem. Nachází se v katastrálním území Stránice č. p. 274 (Masarykova čtvrť), Kaplanova ulice č. o. 1.

## Historie a popis
Vlastní dům si nechal v nově vytvářené vilové kolonii Pod vodojemem na vrcholu Žlutého kopce postavit baletní tanečník a choreograf Ivo Váňa Psota se svou manželkou Ninou. Využil k tomu služby architekta Františka Kalivody, který právě ukončil studium na České vysoké škole technické v Brně a tato stavba tak byla jednou z jeho prvních realizací. Kalivoda navrhl vilu, jež se nachází na jihozápadním svahu, ve funkcionalistickém stylu; její výstavba proběhla v letech 1935–1936.
Vila je ze strany ulice přízemní, zahradní průčelí má dvě podlaží. Centrální chodba celou délkou domu v přízemí i prvním patře rozděluje budovu na obytnou část obrácenou směrem do zahrady a hospodářskou část v uličním traktu. Hlavním vchodem z ulice se návštěvník dostane přes malé zádveří přímo do chodby v prvním patře. Zde se ve směru do zahrady nachází ložnice a obývací pokoj (s přístupem na balkón) prostorově propojený s jídelnou. V čele chodby se nalézá prostor koupelny, menší polovina podlaží obrácená do ulice obsahuje pokoj pro hosta, samostatné WC, zádveří, pokoj služky a kuchyni se spíží. Schodiště umístěné přímo v chodbě ústí v přízemí do spodní chodby ke druhému východu. V tomto podlaží se nachází směrem do ulice garáž, prádelna a komora. Zbytek přízemí zabírá z chodby přístupný druhý byt, který je tvořen vlastní předsíní, kuchyní se spíží, komorou, samostatným WC, obývacím pokojem, ložnicí a koupelnou. Zahrada pod vilou je terasovitě upravena. Později byla vila jihovýchodním směrem rozšířena.
Dne 3. května 1958 bylo průčelí vily zapsáno na seznam kulturních památek.